# Ermsdorf
Ermsdorf é uma comuna do Luxemburgo, pertence ao distrito de Diekirch e ao cantão de Diekirch.

## Demografia
Dados do censo de 15 de fevereiro de 2001:
- população total: 812
  - homens: 420
  - mulheres: 392
- densidade: 33,71 hab./km²
- distribuição por nacionalidade:

| Nacionalidade  | População | %      |
| -------------- | --------- | ------ |
| luxemburgueses | 585       | 72,04% |
| estrangeiros   | 227       | 27,96% |
| - portugueses  | 135       | 16,63% |
| - franceses    | 10        | 1,23%  |
| - italianos    | 6         | 0,74%  |
| - belgas       | 29        | 3,57%  |
| - alemães      | 8         | 0,99%  |
| - iuguslavos   | 9         | 1,11%  |
| - outros       | 30        | 3,69%  |

- Crescimento populacional:

| Ano        | População |
| ---------- | --------- |
| 15/02/2001 | 812       |
| 01/01/2002 | 821       |
| 01/01/2003 | 837       |
| 01/01/2004 | 854       |
| 01/01/2005 | 848       |